# Metanazione
La metanazione è un processo fisico-chimico per generare il metano da una miscela di vari gas ricavati da una fermentazione di biomasse o da una gassificazione termochimica. I componenti principali sono il monossido di carbonio e l'idrogeno. I principali catalizzatori usati per questa reazione sono rutenio, cobalto, nichel e ferro. Il seguente processo principale descrive la metanazione:
{\displaystyle \mathrm {\,CO+3\,H_{2}\rightarrow CH_{4}+\,H_{2}O} }
Questo processo si usa per la generazione di gas naturale biogeno, che può essere introdotto nella rete del gas.

La metanazione è la reazione inversa del reforming con vapore, che converte il metano in gas di sintesi.